# Церква святого архістратига Михаїла (Бедриківці)
Церква святого архістратига Михаїла в Бедриківцях — парафія і храм греко-католицької громади Заліщицького деканату Бучацької єпархії Української греко-католицької церкви в селі Бедриківці Чортківського району Тернопільської области.

## Історія церкви
Перша згадка про парафію датується 1798 роком, коли в селі діяла дерев'яна церква, що згодом згоріла. У 1833 році на її місці збудували кам'яний храм під патронатом Стеллі Турнау фон Добчице.
У квітні 1963 року, на другий день Великодня, державна влада закрила храм і перетворила його на музей. 20 листопада 1988 року, напередодні храмового свята, церкву відкрили за участі о. Богдана Срібняка, але вона вже належала до РПЦ. Після легалізації УГКЦ священник о. Василь Вирозуб відмовився переводити парафію в її лоно, що призвело до розколу. У 1991 році було зареєстровано дві громади: УАПЦ (нині ПЦУ) та УГКЦ.
Незважаючи на розпорядження Тернопільської ОДА про почергове використання храму, православна громада незаконно володіє ним одноосібно. Греко-католики зазнали переслідувань і проводили богослужіння нерегулярно біля капличок, хрестів і на церковному подвір'ї. Під керівництвом о. Володимира Рачковського громада вирішила збудувати свій храм. Попри відмову сільської ради у виділенні землі, 27 жовтня 2013 року владика Бучацької єпархії Димитрій Григорак освятив наріжний камінь. Завдяки зусиллям парафіян і підтримці підприємців-братів Навольських, було закладено фундамент, а до Різдва Христового 2014 року збудовано тимчасову капличку, де нині проводяться богослужіння.
При парафії діють Вівтарна дружина та спільнота «Матері в молитві», а також формується Марійська дружина. У селі є фігури Матері Божої та хрести парафіяльного значення.

## Парохи
- о. Діонисій Гурницький (1879—1900),
- о. Микола Кейван (1900—1901),
- о. Михайло Баричко (1901—1910),
- о. Євсгахій Гордійчук (1910—1911),
- о. Василь Стрільців (1911—1926),
- о. Ілія Братик (1926—1933),
- о. Микола Голіовий (1935—1938),
- о. Володимир Барнич (1938—1952),
- о. Яструбовський,
- о. Володський,
- о. Санатович,
- о. Михайло Веншрак (1988«»1989),
- о. Василь Вирозуб (1989—1991),
- о. Василь Черничук,
- о. Іван Сендзюк,
- о. Ярослав Шмиглик,
- о. Онуфрій Швигар,
- о. Володимир Рачковський (з березня 2012).